# Renzo Videsott
Renzo Videsott (* 10. September 1904 in Trient, damals Österreich-Ungarn; † 4. Januar 1974 in Turin) war ein italienischer Alpinist und Naturschützer.

## Leben
Videsott schloss 1928 das Studium der Veterinärmedizin an der Universität Turin ab. Danach schlug er die akademische Laufbahn ein und wurde ebendort Vorstand des Instituts für Pathologie und klinische Veterinärmedizin. Sein größter alpinistischer Erfolg war die Erstbegehung des Spigolo della Busazza an der Busazza in der Civetta-Gruppe der Dolomiten gemeinsam mit dem Bergsteiger und Schriftsteller Domenico Rudatis.
Während des Zweiten Weltkriegs trat er der antifaschistischen Widerstandsbewegung Giustizia e Libertà bei und führte unter anderem im Aostatal unbewaffnete Aktionen durch. Er war persönlich bekannt mit dem Historiker und Politiker Federico Chabod.
1941 ließ ihn der Blick einer tödlich getroffenen Gämse vom Jäger zum Naturschützer werden. Er begann sich für die Erhaltung des Nationalparks Gran Paradiso und den Schutz der Alpensteinböcke einzusetzen. Von 1945 bis 1969 war er Direktor des Nationalparks.
1948 rief er die italienische Naturschutzorganisation Movimento Italiano per la Protezione della Natura ins Leben und nahm an der Gründungsversammlung der Weltnaturschutzunion (IUCN) teil. Er engagierte sich für Fragen des grenzüberschreitenden Naturschutzes und war Vertreter Italiens in der Internationalen Alpenschutzkommission (CIPRA).
1964 erhielt er die Alexander-von-Humboldt-Medaille in Gold der Alfred Toepfer Stiftung F.V.S. für seine Verdienste um den Naturschutz.